# Лебединский, Никита Алексеевич
Никита Алексеевич Лебединский — последний городской голова в истории старого Екатеринбурга (1918—1919 гг.). Как и большинство кадетов, он выступал за восстановление в России правового порядка, вёл активную борьбу с анархией, антибольшевистскую пропаганду.

## Биография
Никита Алексеевич Лебединский относился к числу городских деятелей, получивших известность в годы Гражданской войны. До того периода его знали только служащие местного уездного земства, в котором он с 1908 года служил в чине дорожного техника, а затем — заведующий дорожным отделом. Работая там, Лебединский сотрудничал также с городской управой, где его использовали в качестве архитектора: с городом он работал на договорной основе. К примеру, по заказу городской управы, Никита Алексеевич разработал проект здания скотобойни.
Служба земстве закончилась в феврале 1916 года, когда Никита Алексеевич, по сообщению газеты «Зауральский край», издаваемой партией кадетов, поступил добровольцем в военно-инженерную дружину. Сведения о участии в военных действиях отсутствуют.
В период революции Лебединский вновь появился в Екатеринбурге, где тесно сотрудничал с городской организацией партии народной свободы, при поддержке которой сделался сначала гласным городской думы, восстановленной после произошедшего отступления красных из Екатеринбурга (25 июля 1918 г.), а затем стал городским головой, получив 40 голосов за и 3 против.
В июле 1919 г. он вместе с отступавшими войсками А. В. Колчака эвакуировался в Сибирь, и с тех пор достоверных данных о его судьбе не имеется.